# Опытный (Чувашия)
О́пытный (чув. Опытный) — посёлок в Цивильском муниципальном округе Чувашской Республики Российской Федерации.

## География
Расположен в северо-восточной части Чувашии, находится на расстоянии 2 км от г. Цивильска, 13 км от железнодорожной станции Цивильск-П (д. Михайловка).
В состав Опытного территориального отдела входят  8 населенных пунктов (п. Опытный, с. Иваново, д. Искеево-Яндуши, д. Новое Булдеево, д. Первое Чемерчеево, д. Синьял-Котяки, д. Староселка, д. Харитоновка ).
Население многонациональное, проживают чуваши, русские, татары, мордва, украинцы, марийцы.
На территории расположены: Чувашский научно-исследовательский институт сельского хозяйства – филиал федерального государственного бюджетного научного учреждения «Федеральный аграрный научный центр Северо-Востока имени Н.В. Рудницкого», ФГБУ ГЦАС «Чувашский», МБОУ «СОШ п.Опытный»,  МБДОУ "Детский сад «Елочка», КСК п.Опытный, школа искусств им. А. Михайлова, модельная библиотека, отделение врача общей практики.
      На территории поселка установлен обелиск в честь павших воинов в годы ВОВ.
      В МОУ «СОШ п.Опытный» действует историко-краеведческий музей.
     Одна из улиц носит имя Героя Советского Союза из Цивильского уезда Павла Ивановича Иванова.

## Население
| 2010 | 2011  | 2012  | 2014  | 2016  |
| ---- | ----- | ----- | ----- | ----- |
| 1525 | ↘1476 | →1476 | ↗1568 | ↘1555 |

## Известные жители
С 1976 по 1985 директором Чувашской проектно-изыскательской станции химизации сельского хозяйства работал Ю. А. Александров, откуда перешел на директорскую должность (1985—1997) в Научно-исследовательском и проектно-технологическом институте хмелеводства РАСХН. Также в селении в 1958 году родился Сорокин, Владимир Алексеевич, советский и российский учёный, организатор производства, лауреат Премии Правительства Российской Федерации в области науки и техники (2009), доктор технических наук.

## Инфраструктура
В посёлке развито сельское хозяйство. Со времен СССР действовала Чувашская проектно-изыскательская станция химизации сельского хозяйства (в настоящее время ФГБУ ГЦАС «Чувашский») .
Средней общеобразовательной школе посёлка присвоено имя уроженца Цивильского уезда, советского военного деятеляАлександра Григорьевича Викторова. В школе действует школьный историко-краеведческий музей имени генерал-полковника А. Г. Викторова.

## Транспорт
М-7 Волга, 681-й километр